# March of Time: Inside Nazi Germany

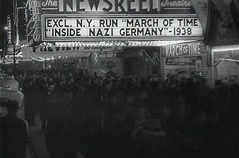
Uraufführung in New York 1938

March of Time: Inside Nazi Germany ist ein halbdokumentarischer Film aus dem Jahr 1938, der das Leben im nationalsozialistischen Deutschland sowie die weltweite Bedrohung durch den Nationalsozialismus beschreibt.

## Hintergrund
Der Film beginnt mit Bildmaterial, das der Dokumentarfilmer Julien Bryan in Deutschland gedreht hatte. Er enthält Archivaufnahmen von Politikern, Statements des US-Botschafters in Deutschland (1933 bis 1937) William E. Dodd und Aufnahmen des nationalsozialistischen Amerikadeutschen Bundes, die im Einverständnis mit dessen Führer Fritz Julius Kuhn in New York und Hoboken (New Jersey) gedreht worden waren. Zusätzlich sind offizielle NS-Propagandabilder mit kritischen Kommentaren versehen worden. Regisseur Jack Glenn stellte zahlreiche Szenen nach, die beispielsweise Misshandlungen durch SA-Männer oder eine Hinrichtung zeigen, deren Aufnahmen offensichtlich im Sommer 1937 entstanden sind. Es wird im Abspann des Films nicht erwähnt, von wem diese Sequenzen stammen. Bei den im Film zu sehenden Nonnen soll es sich in Wirklichkeit um Putzfrauen aus dem New Yorker Time-Warner-Gebäude gehandelt haben.
Der Film endet mit den Sätzen: „Nazi Germany faces her destiny with one of the great war machines in history. And the inevitable destiny of the great war machines of the past has been to destroy the peace of the world, its people, and the governments of their time.“
Der Film wurde unterschiedlich bewertet. Warner Bros. weigerte sich, ihn in ihren Kinos zu zeigen, da Jack L. Warner ihn für zu nazifreundlich hielt. David Selznick dagegen bezeichnete das Werk als „eine der größten und wichtigsten Filmrollen in der Filmgeschichte“.
Der Film wurde von der Library of Congress als kulturell wertvoll eingestuft und 1993 als besonders erhaltenswert in die Liste des National Film Registry aufgenommen.

## Veröffentlichungen, Rezensionen, Kritiken
- Das Werk gehört zur The-March-of-Time-Reihe und hatte am 21. Januar 1938 in New York im Embassy Theater Premiere. Der Film wurde als der „erste kommerziell veröffentlichte amerikanische Anti-Nazi-Kinofilm“ bezeichnet[6] und fand in den USA mehr als 25 Millionen Zuschauer.[7]

- Sven Felix Kellerhoff gibt in seiner Rezension Der scheinbar schöne Schein von Nazideutschland einen ausführlichen Bericht zum Hintergrund des Films. Darin enthalten ist auch eine Kritik von Hans-Heinrich Dieckhoff (seinerzeit Botschafter in Washington) vom 2. Februar 1938: „Zweifellos“ sei eine „rein hetzerische Wirkung beabsichtigt“ gewesen. Bei dem Film handele es sich um „einen neuartigen Versuch der Hetzpropaganda“, die mit den „Mitteln einer anscheinenden Objektivität und Sachlichkeit“ arbeite. Der Zuschauer werde „systematisch“ zu dem Schluss gebracht, dass das „anscheinend normale und frohe Leben der Deutschen durch Zwangsmaßnahmen aller Art beeinträchtigt wird, die dem wahren Charakter des deutschen Volkes nicht entsprechen“.[2]
- Michael Kloft behandelt den Film in einer eigenen Dokumentation Innenansichten – Deutschland 1937, die am 14. August 2012 auf Arte gesendet wurde. Dazu schreibt Kloft: „Das Einzigartige an ihnen ist, dass es professionelle Aufnahmen sind, die nicht vom Propagandaministerium gedreht wurden. Sie zeigen zwar keine grundsätzlich andere Wirklichkeit, aber sind gemacht von einem Ausländer mit einem anderen, einem dokumentarischen Blickwinkel.“[8]